# Leucania elisa
Leucania elisa är en fjärilsart som beskrevs av Emilio Berio 1962. Leucania elisa ingår i släktet Leucania och familjen nattflyn. Inga underarter finns listade i Catalogue of Life.